# Guaiabero
Guaiabero (Bolbopsittacus lunulatus) är en fågel i familjen östpapegojor inom ordningen papegojfåglar.

## Utseende och läte
Guaiaberon är en liten papegoja jämnstor med hängpapegojor i Loriculus. Fjäderdräkten är övervägande grön, med mörkare rygg, mörkare vingar med blå kanter och svarta spetsar, samt ljusare grön undersida och övergump. Hanen är blå i ansiktet och i ett halsband. Honan har begränsat med blått i ansiktet och fjälligt utseende i halsbandet och på övergumpen. Den liknar filippinhängpapegojan, men är kraftigare med kortare stjärt och svart snarare än röd näbb. Lätet består av ljusa ringande toner, ofta avgivna i par.

## Utbredning och systematik
Guaiabero placeras som enda art i släktet Bolbopsittacus. Den förekommer i Filippinerna och delas in i fyra underarter med följande utbredning:
- B. l. lunulatus – Luzon
- B. l. callainipictus – Samar
- B. l. intermedius – Leyte och Panaon
- B. l. mindanensis – Mindanao

## Levnadssätt
Guaiabeon är en vanlig fågel i beskogade områden. Den hittas i lågland och förberg.

## Status och hot
Arten har ett stort utbredningsområde, men tros minska i antal, dock inte tillräckligt kraftigt för att den ska betraktas som hotad. Internationella naturvårdsunionen IUCN listar arten som livskraftig (LC).

## Bilder

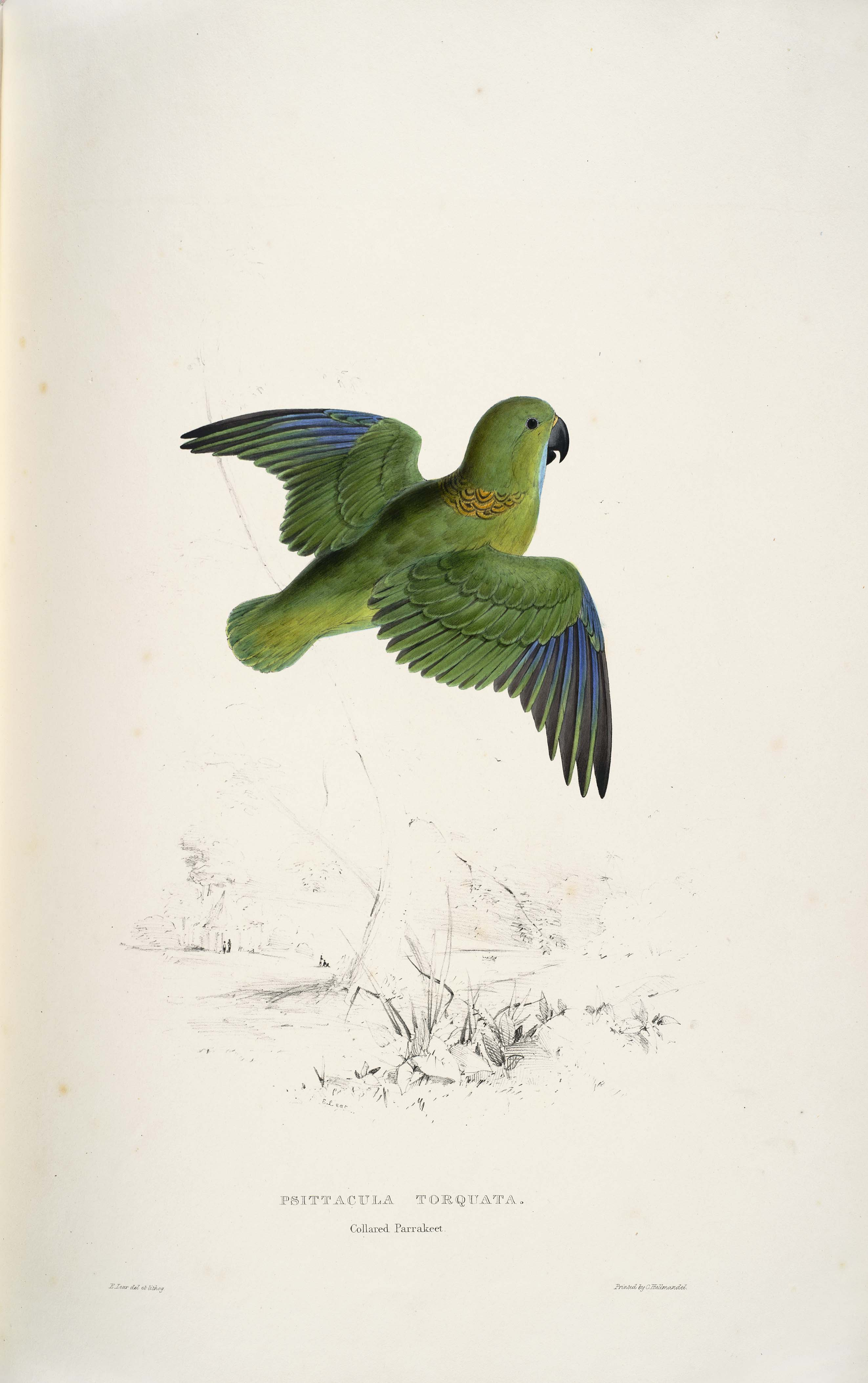
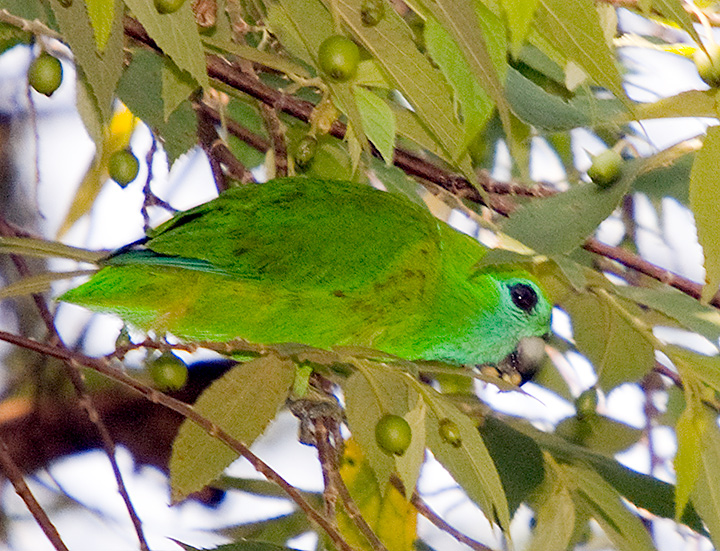
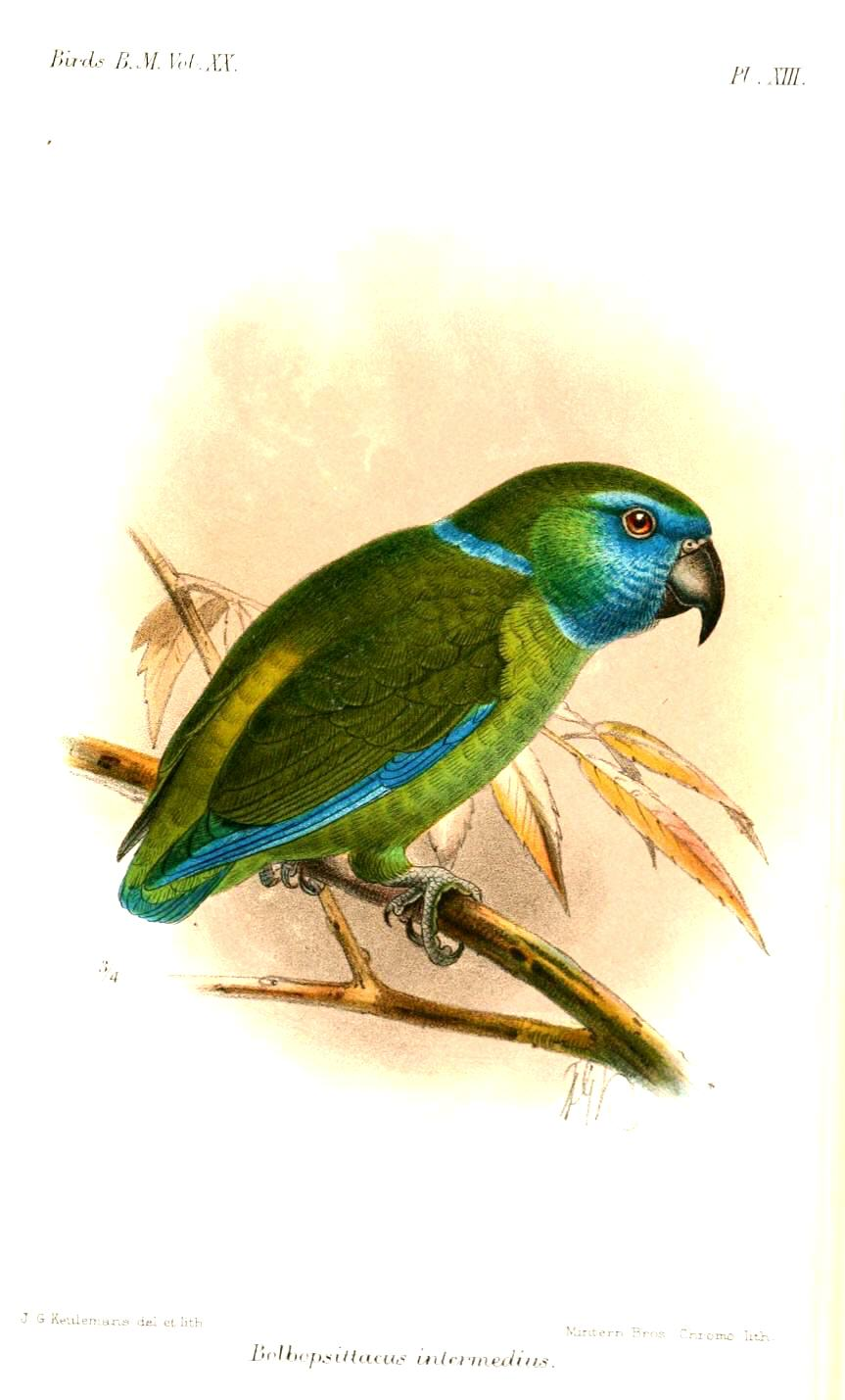